# Vanha-Nuuksio
Vanha-Nuuksio est un quartier de la ville d'Espoo en Finlande.

## Description
Vanha-Nuuksio compte 959 habitants (31.12.2016).
Ses quartiers voisins sont Karhusuo, Kolmperä, Kunnarla, Nupuri, Nuuksio et Siikajärvi.